# Martin Sommerdag
Martin Sommerdag (forfatter og filminstruktør) er en dansk prisvindende instruktør og forfatter, som arbejder i krydsfeltet mellem fiktion og dokumentar. Han er især kendt for sin mockumentariske fortællerstil og har modtaget priser på internationale filmfestivaler. Han er uddannet fra Filmtrain Film School og Kort- og Dokumentar Filmskolen og beskrives som en “storyteller with no bounds” hos Rome Prisma Independent Film Awards.

## Karriere
Sommerdag har instrueret en række kortfilm og eksperimenterende projekter - ofte lavbudgetproduktioner med et mainstream-twist. 
Blandt hans mest omtalte film er Ebola Warning (2008), Dead Man Singing (2010), Tunguska Diaries (2014) og The Doomsday Confession (2021). Hans arbejde er blevet fremhævet og anerkendt på internationale filmfestivaler blandt andet i forbindelse med webserien Finding Doctor X. 
Ud over filmproduktionen skriver Martin Sommerdag danske og engelske bøger, ofte udtænkt som filmvenlige fortællinger. Blandt hans bogudgivelser er The Spacetime Fugitive (2020), The Wolf from Castle Hill (2020) og The Wrath of Wallâq (2020) 

## Kontrovers: Not4cops-projektet (2004)
I 2004 vakte Martin Sommerdag medieopmærksomhed med hjemmesiden Not4cops.dk, hvor en række fiktive film med fingerede røverier og forbrydelser blev præsenteret som autentiske optagelser. Et af filmklippene viste et iscenesat røveri i en odenseansk kiosk og et indbrud i en luksus villa.
Politiet udtalte efterfølgende til Fyens Stiftstidende, at projektet ikke var ulovligt, men karakteriserede det som “drengestreger og tidsfordriv”. Sommerdag beskrev initiativet som et publicity-stunt inspireret af The Blair Witch Project, og forklarede i artiklen Filmmand overskred grænserne, at han ønskede at udforske grænsen mellem virkelighed og fiktion i sin filmkunst. Han understregede, at intentionen ikke var at glorificere kriminalitet, men at skabe filmkunst.

## Udvalgt filmografi
- Ebola Warning (2008) - instruktør og manuskriptforfatter.
- Dead Man Singing (2010) - instruktør og manuskriptforfatter.
- Tunguska Diaries (2014) -instruktør og manuskriptforfatter.
- The Doomsday Confession (2021) - instruktør og manuskriptforfatter.
- Finding Doctor X (2024) - instruktør og manuskriptforfatter.

## Udvalgt bibliografi
- The Spacetime Fugitive: Part One of the Bischoffs (udgivet som e-bog)
- The Wolf from Castle Hill (udgivet som e-bog)
- The Wrath of Wallâq (udgivet som e-bog)
- Juliasaurus og den spasagtige baron (udgivet som hardback og e-bog)

## Webprojekter
- Finding Doctor X - vlog/webserie i mockumentarisk stil med sci-fi/mysterie-elementer. En vlogger kastes ud i en farefuld jagt på sporene efter sin fars mystiske forsvinden - og afslører en hemmelig forskning, der kan ændre forståelsen af menneskets evolution for altid.

#### Vlog.5 The Psychic Serum – anmeldelse (Cult Critic, 2021)
I Cult Critic fik The Psychic Serum en CultScore på 7/10, hvor skuespillet og manuskriptet begge blev bedømt til 7/10, mens instruktionen fik en score på 8/10.
Anmeldelsen fremhævede filmens found footage-stil, optaget på iPhone fra første sekund, hvor seeren kastes direkte ind i en nervøs og panikfyldt vlogging-scene. Hovedpersonen, en vlogger, løber forpustet gennem skoven, optager sig selv og søger svar på, om et eksperimentielt serum - fundet i sin afdøde fars pengeskab - virkelig kan give psykiske evner.
Sommerdag har selv stået for manus, instruktion, optagelse og klipning, hvilket giver projektet et råt, personligt præg. Denne metode blev rost for at skabe en intens filmoplevelse, hvor publikums egen hjerterytme sættes i spil - det originale filmformat inviterer nemlig seeren til at blive medskyldig i situationens uro og desperation.
Filmen afslutter med en dramatisk cliffhanger, hvilket ifølge anmeldelsen understreger, hvordan lavbudgetprojekter kan udfordre filmgenrer ved kreativ udformning og samtidig fastholde seerens opmærksomhed.